# Manpura
Manpura (en bengali : মনপুরা) est une upazila du Bangladesh dans le district de Bhola. En 1991, on y dénombrait 51 361 habitants.